# Epischura nordenskioeldi
Epischura nordenskioeldi är en kräftdjursart som beskrevs av Lilljeborg in Guerne och Richard 1889. Epischura nordenskioeldi ingår i släktet Epischura och familjen Temoridae. Inga underarter finns listade i Catalogue of Life.